# Siamo tutti inquilini
Pour plus de détails, voir Fiche technique et Distribution.
Siamo tutti inquilini est une comédie italienne réalisée par Mario Mattoli et sortie en 1953.

## Synopsis
Anna a été la femme de ménage d'une dame qui lui a légué un appartement dans un immeuble du centre de Rome ; Augusto est le concierge de l'immeuble et il est toujours assisté par Antonio, une de ses connaissances qui aime passer son temps dans le poste de garde de l'immeuble.
Plusieurs histoires s'entremêlent dans l'immeuble, en premier lieu celle d'Anna, qui doit une grosse somme d'argent à l'administrateur en raison d'échéances de copropriété impayées ; à cause de ses arriérés excessifs, la jeune fille est contrainte de disposer de l'héritage de son ancien employeur, bien qu'elle ait trouvé un autre emploi en tant que serveuse dans un bar.
Le docteur Talloni, dentiste et administrateur de l'immeuble, est un homme strict, autoritaire et perfide ; en effet, il vise à prendre possession de l'appartement, qui est évalué à environ 3 200 000 lires, alors que les arriérés ne s'élèvent qu'à 415 000 lires ; en outre, Talloni joue sur le fait qu'il prend toutes les décisions en toute autonomie — avec le système du silence vaut acceptation — en raison de l'absence continue des copropriétaires respectifs aux réunions qu'il organise ponctuellement à son domicile.
Anna est amoureuse de Carlo, un ouvrier d'usine, et voudrait l'épouser et aller vivre dans son appartement, mais en raison de difficultés financières, Anna sera obligée de le louer en travaillant comme femme de ménage pour ses nouveaux locataires. Ces derniers se montreront compréhensifs lorsqu'ils apprendront son état financier. Pour payer les arriérés, elle a impliqué Augusto qui est allé jusqu'à demander un prêt pour tendre une main secourable à la jeune fille.
La dernière chance qui reste à Augusto pour faire connaître la situation d'Anna et les subterfuges de Talloni à toutes les copropriétés est d'utiliser la ruse ; par une manœuvre sournoise, Augusto oblige tous les habitants de l'appartement à assister à une nouvelle réunion de la copropriété, dont le premier point est le licenciement d'Augusto et le second l'expropriation de l'appartement d'Anna.
Après avoir réuni tous les habitants de la copropriété dans la maison de Talloni, Augusto, comme s'il s'agissait d'un tribunal, prononce un discours de défense dans lequel il explique son point de vue et réprimande sévèrement tous ceux qui ont jusqu'à présent manqué à leur devoir civique d'assister aux différentes réunions de la copropriété.
Finalement, grâce à l'intervention de l'avocat Sassi et à la générosité collective, Augusto réussit à éviter le licenciement et l'expulsion exécutive d'Anna, de sorte que la jeune fille puisse enfin couronner son rêve d'amour avec son bien-aimé Carlo.

## Fiche technique
- Titre italien : Siamo tutti inquilini[1] (litt. « Nous sommes tous des locataires »)
- Réalisateur : Mario Mattoli
- Scénario : Vittorio Calvino (it), Ruggero Maccari
- Photographie : Marco Scarpelli (it)
- Montage : Giuliana Attenni (it)
- Musique : Pippo Barzizza
- Décors : Alberto Boccianti (it)
- Production : Gianni Hecht Lucari (it)
- Société de production : Documento Film
- Pays de production :  Italie
- Langue originale : italien
- Format : Noir et blanc - 1,37:1 - Son mono - 35 mm
- Durée : 98 minutes
- Genre : Comédie
- Dates de sortie :
  - Italie : 1er avril 1953

## Distribution
- Aldo Fabrizi : Augusto le portier
- Anna Maria Ferrero : Annamaria Perrini
- Peppino De Filippo : Antonio Scognamiglio
- Enrico Viarisio : l'avocat Sassi
- Tania Weber : Luisa, appelée Lulu
- Nino Pavese : Dr. Talloni, dentiste et administrateur de l'immeuble
- Maria Pia Casilio : femme de ménage
- Alberto Talegalli : marchand d'œufs
- Bice Valori : servante chanteuse
- Maurizio Arena : Carlo
- Gemma Bolognesi : comtesse
- Turi Pandolfini : cavalier Terzetti
- Giuseppe Porelli : locataire malade
- Enzo Maggio : Siringa, l'homme de paille de l'administrateur
- Olga Solbelli : femme de l'avocat Sassi
- Enzo Petito : locataire d'Anna
- Giovanna Cigoli : Locataire d'Anna
- Franca Dominici : dame qui enregistre l'appartement au nom d'Anna
- Alfredo Rizzo : un homme qui visite l'appartement
- Alberto Plebani : un autre homme qui visite l'appartement
- Salvo Libassi : directeur de banque
- Giusi Raspani Dandolo : un locataire protestataire

## Accueil critique
Morando Morandini, dans son Dizionario dei film, a commenté le film en ces termes : « vestiges du néo-réalisme, situations comiques, bons acteurs de caractère ».